# Дубов'язівський район
Дубов'я́зівський райо́н — колишній район Чернігівської і Сумської областей.

## Історія
Утворений 17 лютого 1935 з центром у селі Дубов'язівка в складі Чернігівської області. До складу району увійшли Дубов'язівська, Сім'янівська, Шевченківська, Кошарська, Фесівська, Карабутівська, Жовтневська, Рокитянська, Салтиківська, Землянська, Грузька, Дубинська, В'язівська, Коханівська, Шпотівська, Михайло-Ганнівська, Крупська, Юр'ївська та Тернівська сільські ради Конотопського району.
10 січня 1939 перейшов до складу новоутвореної Сумської області.
7 червня 1957 розформований. Дубов'язівська селищна, В'язівська, Гружчанська, Дубинська, Землянська, Салтиківська, Сем'янівська, Тернівська і Шевченківська сільради перейшли до Конотопського району. Жовтнева, Карабутівська, Кошарівська, Красненська, Михайло-Ганнівська, Шпотівська і Юр'ївська сільради перейшли до Смілівського району.